# Whistling Dick
Whistling Dick fue un cañón utilizado por las fuerzas confederadas durante el sitio de Vicksburg en la Guerra de Secesión estadounidense. Llamado whistling («silbido» en inglés) por el sonido que hacía al disparar, se cree que el cañón fue un arma de 18 libras estriada, que puede haber tenido bandas en la recámara como refuerzo. El historiador Warren Ripley cree que Whistling Dick probablemente era un arma modelo 1839, que habría sido en su mayoría obsoleta en el momento del sitio. El cañón que se cree que fue Whistling Dick se batió en duelo con barcos de la Armada de la Unión el 22 de mayo de 1863, antes de ser trasladado a un lugar diferente el 29 de mayo. La pieza habría sido capturada por las fuerzas de la Unión cuando terminó el asedio el 4 de julio de 1863 y es posible que se haya fundido después. Un cañón de la Academia Militar de los Estados Unidos (USMA por sus siglas en inglés) se identificó incorrectamente como Whistling Dick, pero el historiador Ed Bearss demostró que la pieza de la USMA era en realidad otro cañón confederado de Vicksburg, el Widow Blakely.

## Descripción y uso
El historiador Ed Bearss señala que la historia de Whistling Dick está llena de «leyendas, inexactitudes y contradicciones». Un cañón utilizado por las tropas confederadas durante el sitio de Vicksburg en la Guerra de Secesión estadounidense, el nombre «Whistling Dick» fue utilizado tanto por los soldados confederados como por los de la Unión. El «whistling» («silbido» en inglés) en su nombre se originó con el sonido que hacía el cañón cuando disparaba. Las referencias de la Unión a Whistling Dick probablemente se refieran a múltiples piezas, con esas referencias relacionadas con posiciones de armas ubicadas a lo largo de 3 millas (4,8 km) tramo. Bearss describe el uso del nombre por parte de la Unión como «una designación colectiva para varias armas confederadas».
Las memorias escritas por el soldado confederado Lamar Fontaine implican la existencia de dos armas que los confederados llamaron Whistling Dick, pero Bearss señala que los escritos de Fontaine incluyen una serie de afirmaciones improbables e inexactitudes de hechos relacionadas con el supuesto cañón. Esto lleva a Bearss a concluir que solo había un cañón al que los confederados en realidad se referían como Whistling Dick.

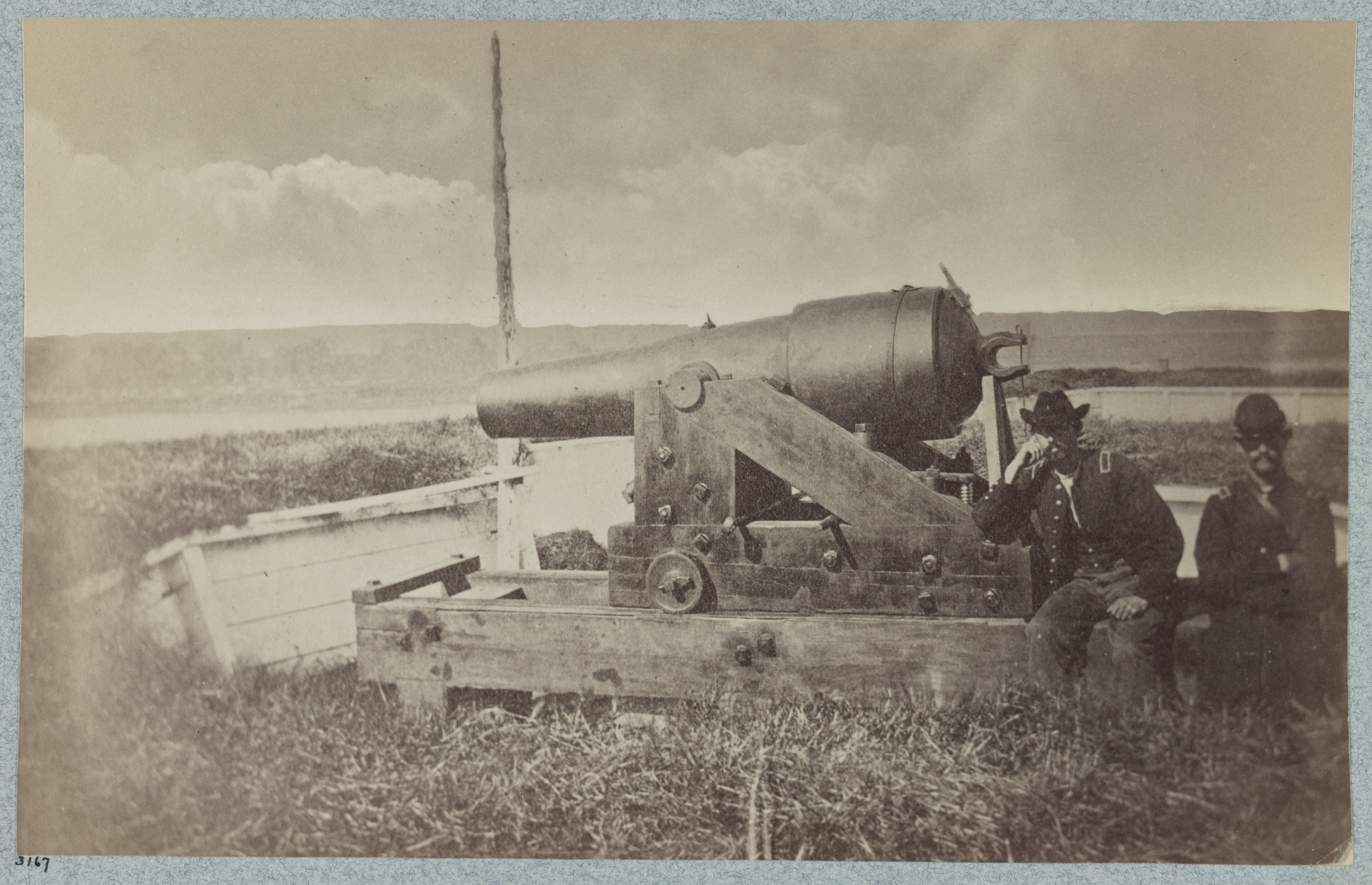
Si bien a menudo se ha afirmado que esta fotografía representa a Whistling Dick, el historiador Warren Ripley ha demostrado que esta identificación es un error.

Los oficiales confederados Edward Higgins y Samuel H. Lockett produjeron escritos que identificaban a Whistling Dick como un cañón estriado de 18 libras. Bearss toma nota de los escritos de Higgins y Lockett, así como de los del artillero confederado A. L. Slack, y concluye que el verdadero Whistling Dick era un arma estriada de 18 libras. El historiador Warren Ripley se refiere a la identidad como un arma de 18 libras como plausible. Slack había escrito en un artículo de periódico en 1900 que el arma había sido originalmente de ánima lisa antes de que se le aplicara el estriado y que su recámara había sido reforzada con bandas. Ripley considera que la descripción de Slack probablemente sea precisa, aunque también señala que la cantidad de tiempo entre el asedio y el artículo significa que la cuenta puede tener errores en algunos puntos. En particular, afirma que el reclamo de anillamiento no puede probarse sin ubicar el cañón real. Ripley resume la evidencia disponible indicando que Whistling Dick era un cañón estriado de 18 libras con bandas en la recámara. Además, identifica el arma como probablemente un cañón modelo 1839. El historiador Kevin Dougherty acepta la identificación como un rifle de ánima lisa convertido de 18 libras con bandas en la recámara. Un cañón modelo 1839 de 18 libras habría quedado obsoleto en gran medida en el momento del asedio. Slack escribió que Whistling Dick, «para un arma de asedio pesada, era de proporciones bastante modestas».
En 1935, un veterano confederado afirmó que el arma había entrado por primera vez en servicio confederado después de que las tropas de Robert E. Lee la capturaran en Virginia y luego la enviaran al oeste. En Vicksburg, Whistling Dick era parte de una unidad de artillería de Luisiana bajo el mando del teniente coronel D. Beltzhoover. Bearss cita una tableta erigida en el Parque Militar Nacional de Vicksburg que había sido examinada antes de su colocación por veteranos confederados que afirmaba que Whistling Dick había sido colocado en una batería del 18 al 28 de mayo de 1863, cerca de lo que era en 1957 Washington Street. en Vicksburg. El 22 de mayo, las baterías confederadas se batieron en duelo con barcos de la Armada de la Unión. Durante el intercambio, se dañó el único cañón de 18 libras de las baterías confederadas. La posición de las baterías confederadas durante el intercambio del 22 de mayo limitó su capacidad para causar daños, y el cañón estriado de 18 libras se trasladó a un lugar diferente el 29 de mayo, detrás de la parte de la línea confederada en manos de los hombres de Stephen D. Lee. Tommy Presson, escribiendo para The Vicksburg Post, afirma que esta ubicación trasera estaba cerca del sitio del siglo XXI de un edificio administrativo propiedad del distrito escolar de Vicksburg-Warren. Whistling Dick habría sido entregado a las tropas de la Unión el 4 de julio de 1863, cuando los defensores confederados de Vicksburg se rindieron. En 1957, Bearss notó que un cañón exhibido en la Academia Militar de los Estados Unidos se identificó como Whistling Dick, pero que la pieza era en realidad un cañón diferente que los confederados habían llamado Widow Blakeley. Esta pieza era un cañón de 7,5 pulgadas, y en 1970 había sido trasladado a Vicksburg, donde era conocido por su nombre correcto. Presson especula que el Whistling Dick real se habría fundido después de su captura debido a su obsolescencia.